# 湧別機雷事故
湧別機雷事故，是1942年5月26日，在北海道紋別郡下湧別村（現名湧別町），彭透海灘上，欲引爆漂流來的國籍不明水雷時，於搬運途中爆炸而引發的事故。
當時造成員警及警防團、民眾等共112人死亡，112人受傷。

## 事件經緯
本起事件的舞台，下湧別村，是位在北海道，緊鄰鄂霍次克海的漁村。1942年初，處於太平洋戰爭開戰半年後，日軍連戰皆捷時期，北方此地仍是一片祥和。浮冰隨溫暖南風而融化，積雪褪去，田地重見光明，居民忙著捕鯡播種。
時值四月，漁民間紛紛謠傳「看見像是漂浮的水雷」。因地處鄂霍次克海沿岸，推測為日本海軍、蘇聯或美國設置而漂流來的水雷。水雷於五月下旬，陸續漂至了村子的彭透海灘（ポント，愛奴語中意指小沼澤）和佐呂間湖東岸的哇卡海岸（ワッカ，愛奴語中意指水）。
水雷漂來的通知，瞬時就由村中的派出所，上報至內地的遠輕警分局。警方先是驚訝一次漂來兩顆水雷，隨後也立即策畫，將水雷移至陸上安全地點後，引爆拆除，並發出公告。公告目的除了顧及人民安全，也是要配合當時的「戰意高揚」宣傳。選在陸上引爆，除了讓廣大民眾瞭解水雷威力，也考量若在水中引爆，造成附近魚介全滅，漁民的反彈聲音。因此便訂於5月26日中午，在彭透海灘，引爆拆除。
接到指令的下湧別警防團，在預定引爆地點半徑1,000公尺各處，設置紅旗以示危險區域，並動手將兩顆水雷相隔50公尺並排安置。於事發前天的25日，一切順利就緒。

### 事件當天
當天26日，引爆拆除的公告，經由學校鄰里，傳遍當地，又加上湧網線臨時加開四節車廂列車，方便參觀者前來，村中呈現一片祭典氣氛。當天晴空萬里，各地觀客陸續湧入，上千民眾不斷行進至彭透海灘。開始一小時前，便已抵達400多人。
另一邊，會場中全體出動的警防團，「為了讓大眾瞭解爆炸威力，將先後引爆兩顆水雷。只是一旦引爆，恐誘爆另一顆。」判斷之下，便動手要移動其中一顆水雷。出動17名警防團，套上繩索，開始以人力拖拉。
然而，在將水雷從海岸拖至沙丘內側途中，正要越過丘陵的上午11點26分，警防團眾人圍繞作業下，水雷突如其來便大爆炸。負責拖拉作業，奇蹟生還的人說道：「發出一陣青白色閃光同時，人就被爆風吹倒在地，接著掉下許多東西。好不容易回過神來，起身一看，身上沾滿了泥土，和人體的一部分。當下嚇破膽了拔腿狂奔，四周滿是一片焦黑的肉片。」
這場爆炸中，共106人，當場死亡。爆炸地點留下了直徑10公尺，深達3公尺的大坑，半徑50公尺內，只有不留原形的屍體，遍地殘肢斷骸。海灘旁的玫瑰沾滿鮮血肉片，景像令人為之慄然。之後，重傷者中，又有六名因傷勢惡化而去世。

## 後續
事故過後十天，6月5日，北海道廳長官、北海道警察部長、札幌鐵道局長代理、網走支廳長親臨事故現場，舉行聯合奠祭，隔年1943年，又於事故現場，設立「殉難者慰靈碑」。然而因設立地點處於海岸附近，慰靈碑不堪海浪拍打，經年劣化日益明顯，故於1951年遷移至湧別神社境內。1991年，海岸防波工程完畢後，才再度遷回事故現場。
另一方面，給與犧牲者遺族的補償，經過戰後數十年，才得以實現。當時的清水清一町長（下湧別村因當時實施町制而改名為湧別町），認為「既然有給與從事防空的警防團補償，機雷事故相關的，理當也要認列。」努力訴諸各方之下，1976年終於認定符合特別費支用規定，並給與遺族及傷者奠儀及年金等補助。
1980年，因符合文官戰歿者身分，亦授與犧牲者中，共43名警防團勳狀。